# British Academy Film Award de la meilleure musique de film

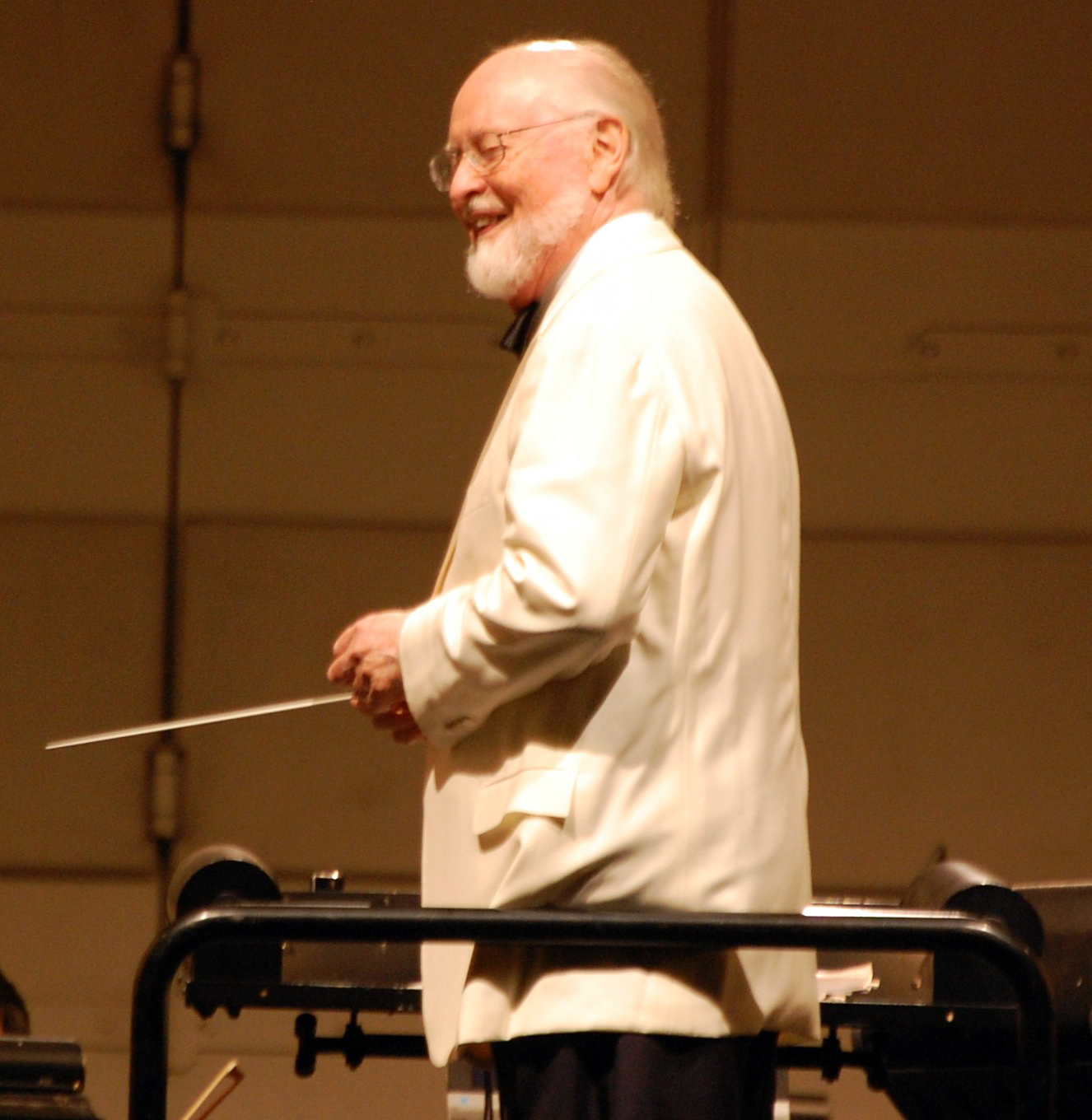
John Williams dirigeant au Hollywood Bowl

Le British Academy Film Award de la meilleure musique de film (British Academy Film Award for Best Film Music) est une récompense cinématographique britannique décernée depuis 1969 par la British Academy of Film and Television Arts (BAFTA) lors de la cérémonie annuelle des British Academy Film Awards.
Initialement intitulée « Anthony Asquith Award » jusqu'en 1982, la catégorie est renommée « British Academy Film Award de la meilleure musique de film » en 1983, l'appellation originale ayant été rétablie en 1995. En 2008, elle est finalement rebaptisée Meilleure musique de film.

## Palmarès
Note : les gagnants sont indiqués en gras. Les années indiquées sont celles au cours desquelles la cérémonie a eu lieu, soit l'année suivant leur sortie en salles (au Royaume-Uni).
Le symbole ♕ rappelle le gagnant et ♙ une nomination à l'Oscar de la meilleure musique de film la même année.

### Années 1960
De 1969 à 1982 : Anthony Asquith Awards.
- 1969 : Le Lion en hiver (The Lion in Winter) – John Barry ♕
  - Roméo et Juliette (Romeo and Juliet) – Nino Rota
  - La Charge de la brigade légère (The Charge of the Light Brigade) – John Addison
  - Vivre pour vivre – Francis Lai

### Années 1970
- 1970 : Z – Míkis Theodorákis
  - Cérémonie secrète (Secret Ceremony) – Richard Rodney Bennett
  - L'Affaire Thomas Crown (The Thomas Crown Affair) – Michel Legrand ♙
  - Love (Women in Love) – Georges Delerue
- 1971 : Butch Cassidy et le Kid (Butch Cassidy and the Sundance Kid) – Burt Bacharach ♕
  - Alice's Restaurant – Arlo Guthrie
  - Deux Hommes en fuite (Figures in a Landscape) – Richard Rodney Bennett
  - Les Enfants du rail (The Railway Children – Johnny Douglas
- 1972 : Un été 42 (Summer of '42) – Michel Legrand ♕
  - Little Big Man – John Hammond
  - Les Nuits rouges de Harlem (Shaft) – Isaac Hayes ♙
  - Trafic – Charles Dumont
- 1973 : Le Parrain (The Godfather) – Nino Rota ♕
  - La Vie tumultueuse de Lady Caroline Lamb – Richard Rodney Bennett
  - Macbeth (The Tragedy of Macbeth) – The Third Ear Band
  - Les Griffes du lion (Young Winston) – Alfred Ralston
- 1974 : Le Meilleur des mondes possible (O Lucky Man!) – Alan Price
  - Pat Garrett et Billy le Kid (Pat Garrett & Billy the Kid) – Bob Dylan
  - Sounder – Taj Mahal
  - État de siège – Míkis Theodorákis
- 1975 : Le Crime de l'Orient-Express (Murder on the Orient Express) – Richard Rodney Bennett ♙
  - Chinatown – Jerry Goldsmith ♙
  - La Bonne Année – Francis Lai
  - Serpico – Míkis Theodorákis
  - Les Trois Mousquetaires (The Three Musketeers) – Michel Legrand
- 1976 :
  - Les Dents de la mer (Jaws) – John Williams ♕
  - La Tour infernale (The Towering Inferno) – John Williams ♙
    - Le Parrain 2 (The Godfather: Part II) – Nino Rota ♕
    - Les Pirates du métro (The Taking of Pelham One Two Three) – David Shire
    - Le Lion et le Vent (The Wind and the Lion) – Jerry Goldsmith ♙
- 1977 : Taxi Driver – Bernard Herrmann ♙
  - Bugsy Malone – Paul Williams
  - Vol au-dessus d'un nid de coucou (One Flew Over the Cuckoo's Nest) – Jack Nitzsche ♙
  - The Slipper and the Rose (The Slipper and the Rose: The Story of Cinderella) – Richard M. Sherman et Robert B. Sherman
- 1978 : Un pont trop loin (A Bridge Too Far) – John Addison
  - Une étoile est née (A Star Is Born) – Paul Williams (auteur-compositeur), Barbra Streisand, Kenny Ascher, Rupert Holmes, Leon Russell, Kenny Loggins, Alan Bergman, Marilyn Bergman et Donna Weiss
  - Equus – Richard Rodney Bennett
  - L'Espion qui m'aimait (The Spy Who Loved Me) – Marvin Hamlisch ♙
- 1979 : Star Wars, épisode IV : Un nouvel espoir (Star Wars IV: A New Hope) – John Williams ♕
  - Rencontres du troisième type (Close Encounters of the Third Kind) – John Williams ♙
  - Julia – Georges Delerue ♙
  - La Fièvre du samedi soir (Saturday Night Fever) – Barry Gibb, Maurice Gibb et Robin Gibb

### Années 1980
- 1980 : Les Moissons du ciel (Days of Heaven) – Ennio Morricone ♙
  - Alien – Le huitième passager (Alien) – Jerry Goldsmith
  - Apocalypse Now – Carmine Coppola et Francis Ford Coppola
  - Yanks – Richard Rodney Bennett
- 1981 : Star Wars, épisode V : L'Empire contre-attaque (Star Wars: Episode V – The Empire Strikes Back) – John Williams ♙
  - Breaking Glass – Hazel O'Connor
  - Fame – Michael Gore ♕
  - Flash Gordon – John Deacon, Brian May, Freddie Mercury, Roger Taylor et Howard Blake
- 1982 : La Maîtresse du lieutenant français (The French Lieutenant's Woman) – Carl Davis
  - Arthur – Burt Bacharach
  - Les Chariots de feu (Chariots of Fire) – Vangelis ♕
  - Les Aventuriers de l'arche perdue (Raiders of the Lost Ark) – John Williams ♙

De 1983 à 1994 : Meilleure musique de film.
- 1983 : E.T. l'extra-terrestre (E.T.: The Extra-Terrestrial) – John Williams ♕
  - Blade Runner – Vangelis
  - Gandhi – Ravi Shankar et George Fenton ♙
  - Missing – Vangelis
- 1984 : Furyo (戦場のメリークリスマス) – Ryuichi Sakamoto
  - Officier et Gentleman (An Officer and a Gentleman) – Jack Nitzsche ♙
  - Flashdance – Giorgio Moroder
  - Local Hero – Mark Knopfler
- 1985 : Il était une fois en Amérique (Once Upon a Time in America) – Ennio Morricone
  - Carmen – Paco de Lucía
  - Paris, Texas – Ry Cooder
  - La Déchirure (The Killing Fields) – Mike Oldfield
- 1986 : Witness – Maurice Jarre ♙
  - La Route des Indes (A Passage to India) – Maurice Jarre ♕
  - Le Flic de Beverly Hills (Beverly Hills Cop) – Harold Faltermeyer
  - La Forêt d'émeraude (The Emerald Forest) – Junior Homrich et Brian Gascoigne
- 1987 : Mission (The Mission) – Ennio Morricone ♙
  - Autour de minuit (Round Midnight) – Herbie Hancock ♕
  - Chambre avec vue (A Room with a View) – Richard Robbins
  - Out of Africa – John Barry ♕
- 1988 : Les Incorruptibles (The Untouchables) – Ennio Morricone ♙
  - Cry Freedom – George Fenton et Jonas Gwangwa (en) ♙
  - La Guerre à sept ans (Hope and Glory) – Peter Martin
  - Wish You Were Here – Stanley Myers
- 1989 : Empire du soleil (Empire of the Sun) – John Williams ♙
  - Bird – Lennie Niehaus
  - Éclair de lune (Moonstruck) – Dick Hyman
  - Le Dernier Empereur (The Last Emperor) – Ryuichi Sakamoto et David Byrne et Cong Su ♕

### Années 1990
- 1990 : Le Cercle des poètes disparus (Dead Poets Society) – Maurice Jarre
  - Les Liaisons dangereuses (Dangerous Liaisons) – George Fenton ♙
  - Mississippi Burning – Trevor Jones
  - Working Girl – Carly Simon
- 1991 : Cinema Paradiso (Nuovo cinema Paradiso) – Ennio Morricone et Andrea Morricone
  - Memphis Belle (Dangerous Liaisons) – George Fenton
  - Bons Baisers d'Hollywood (Postcards from the Edge) – Carly Simon
  - Susie et les Baker Boys (The Fabulous Baker Boys) – Dave Grusin ♙
- 1992 : Cyrano de Bergerac – Jean-Claude Petit
  - Danse avec les loups (Dances with Wolves) – John Barry ♕
  - Le Silence des agneaux (The Silence of the Lambs) – Howard Shore
  - Thelma et Louise (Thelma & Louise) – Hans Zimmer
- 1993 : Ballroom Dancing (Strictly Ballroom) – David Hirschfelder
  - La Belle et la Bête (Beauty and the Beast) – Alan Menken et Howard Ashman ♕
  - Hear My Song – John Altman
  - Le Dernier des Mohicans (The Last of the Mohicans) – Trevor Jones et Randy Edelman
- 1994 : La Liste de Schindler (Schindler's List) – John Williams ♕
  - Aladdin – Alan Menken ♕
  - Nuits blanches à Seattle (Sleepless in Seattle) – Marc Shaiman
  - La Leçon de piano (The Piano) – Michael Nyman

De 1995 à 2007 : Anthony Asquith Awards.
- 1995 : Backbeat : Cinq Garçons dans le vent – Don Was
  - Quatre Mariages et un enterrement (Four Weddings and a Funeral) – Richard Rodney Bennett
  - Priscilla, folle du désert (The Adventures of Priscilla, Queen of the Desert) – Guy Gross
  - Le Roi lion (The Lion King) – Hans Zimmer ♕
- 1996 : Le Facteur (Il postino) – Luis Enríquez Bacalov ♕
  - Braveheart – James Horner ♙
  - Raison et Sentiments (Sense and Sensibility) – Patrick Doyle ♙
  - La Folie du roi George (The Madness of King George) – George Fenton
- 1997 : Le Patient anglais (The English Patient) – Gabriel Yared ♕
  - Les Virtuoses (Brassed Off) – Trevor Jones
  - Evita – Andrew Lloyd Webber et Tim Rice
  - Shine – David Hirschfelder ♙
- 1998 : Roméo + Juliette (William Shakespeare's Romeo + Juliet) – Nellee Hooper
  - The Full Monty - Le Grand Jeu (The Full Monty) – Anne Dudley ♙
  - L.A. Confidential – Jerry Goldsmith ♙
  - Titanic – James Horner ♕
- 1999 : Elizabeth – David Hirschfelder ♙
  - Hilary et Jackie (Hilary and Jackie) – Barrington Pheloung
  - Il faut sauver le soldat Ryan (Saving Private Ryan) – John Williams ♙
  - Shakespeare in Love – Stephen Warbeck ♕

### Années 2000
- 2000 : American Beauty – Thomas Newman ♙
  - Buena Vista Social Club – Ry Cooder et Nick Gold
  - La Fin d'une liaison (The End of the Affair) – Michael Nyman
  - Le Talentueux Mr Ripley (The Talented Mr. Ripley) – Gabriel Yared ♙
- 2001 : Tigre et Dragon (卧虎藏龙) – Tan Dun ♕
  - Presque célèbre (Almost Famous) – Nancy Wilson
  - Billy Elliot – Stephen Warbeck
  - Gladiator – Hans Zimmer et Lisa Gerrard ♙
  - O'Brother (O Brother, Where Art Thou?) – T-Bone Burnett et Carter Burwell
- 2002 : Moulin Rouge (Moulin Rouge!) – Craig Armstrong et Marius De Vries
  - Le Fabuleux Destin d'Amélie Poulain – Yann Tiersen
  - Mulholland Drive (Mulholland Dr.) – Angelo Badalamenti
  - Shrek – Harry Gregson-Williams et John Powell
  - Le Seigneur des anneaux : La Communauté de l'anneau (The Lord of the Rings: The Fellowship of the Ring) – Howard Shore ♙
- 2003 : The Hours – Philip Glass ♙
  - Arrête-moi si tu peux (Catch Me If You Can) – John Williams ♙
  - Chicago – Danny Elfman, John Kander et Fred Ebb
  - Gangs of New York – Howard Shore
  - Le Pianiste (The Pianist) – Wojciech Kilar
- 2004 : Retour à Cold Mountain (Cold Mountain) – Gabriel Yared et T-Bone Burnett
  - La Jeune Fille à la perle (Girl with a Pearl Earring) – Alexandre Desplat
  - Kill Bill : Volume 1 (Kill Bill: Vol. 1) – RZA
  - Lost in Translation – Kevin Shields et Brian Reitzell
  - Le Seigneur des anneaux : Le Retour du roi (The Lord of the Rings: The Return of the King) – Howard Shore ♕
- 2005 : Carnets de voyage (Diarios de motocicleta) – Gustavo Santaolalla
  - Neverland (Finding Neverland) – Jan A.P. Kaczmarek ♕
  - Les Choristes – Bruno Coulais
  - Ray – Craig Armstrong
  - Aviator (The Aviator) – Howard Shore
- 2006 : Mémoires d'une geisha (Memoirs of a Geisha) – John Williams ♙
  - Le Secret de Brokeback Mountain (Brokeback Mountain) – Gustavo Santaolalla ♕
  - Madame Henderson présente (Mrs Henderson Presents) – George Fenton
  - The Constant Gardener – Alberto Iglesias ♙
  - Walk the Line – T-Bone Burnett
- 2007 : Babel – Gustavo Santaolalla ♕
  - Casino Royale – David Arnold
  - Dreamgirls – Henry Krieger
  - Happy Feet – John Powell
  - The Queen – Alexandre Desplat ♙

Depuis 2008 : Meilleure musique de film.
- 2008 : La Môme – Christopher Gunning
  - American Gangster – Marc Streitenfeld
  - Reviens-moi (Atonement) – Dario Marianelli
  - Les Cerfs-volants de Kaboul (The Kite Runner) – Alberto Iglesias ♙
  - There Will Be Blood – Jonny Greenwood ♕
- 2009 : Slumdog Millionaire – A.R. Rahman ♕
  - Mamma Mia ! (Mamma Mia!) – Benny Andersson et Björn Ulvaeus
  - L'Étrange Histoire de Benjamin Button (The Curious Case of Benjamin Button) – Alexandre Desplat ♙
  - The Dark Knight : Le Chevalier noir (The Dark Knight) – Hans Zimmer et James Newton Howard
  - WALL-E – Thomas Newman ♙

### Années 2010
- 2010 : Là-haut (Up) – Michael Giacchino ♕
  - Avatar – James Horner ♙
  - Crazy Heart – T-Bone Burnett et Stephen Bruton
  - Fantastic Mr. Fox – Alexandre Desplat ♙
  - Sex & Drugs & Rock & Roll – Chaz Jankel
- 2011 : Le Discours d'un roi (The King's Speech) – Alexandre Desplat ♙
  - 127 heures (127 Hours) – A. R. Rahman ♙
  - Alice au pays des merveilles (Alice in Wonderland) – Danny Elfman
  - Dragons (How To Train Your Dragon) – John Powell ♙
  - Inception – Hans Zimmer ♙
- 2012 : The Artist – Ludovic Bource ♕
  - Cheval de guerre (War Horse) – John Williams ♙
  - Hugo Cabret (Hugo) – Howard Shore ♙
  - Millénium, les hommes qui n'aimaient pas les femmes (The Girl with the Dragon Tattoo) – Trent Reznor et Atticus Ross
  - La Taupe (Tinker, Tailor, Soldier, Spy) – Alberto Iglesias ♙
- 2013 : Skyfall – Thomas Newman ♙
  - Anna Karénine (Anna Karenina) – Dario Marianelli ♙
  - Argo – Alexandre Desplat ♙
  - L'Odyssée de Pi (Life of Pi) – Mychael Danna ♕
  - Lincoln – John Williams ♙
- 2014 : Gravity – Steven Price ♕
  - Capitaine Phillips (Captain Phillips) – Henry Jackman
  - Dans l'ombre de Mary (Saving Mr. Banks) – Thomas Newman ♙
  - Twelve Years a Slave – Hans Zimmer
  - La Voleuse de livres (The Book Thief) – John Williams ♙
- 2015 : The Grand Budapest Hotel – Alexandre Desplat
  - Birdman – Antonio Sánchez
  - Interstellar – Hans Zimmer
  - Under the Skin – Mica Levi
  - Une merveilleuse histoire du temps (The Theory of Everything) – Jóhann Jóhannsson
- 2016 : Les Huit Salopards (The Hateful Eight) – Ennio Morricone ♙
  - Le Pont des espions (Bridge of Spies) - Thomas Newman ♙
  - The Revenant - Ryuichi Sakamoto
  - Sicario - Jóhann Jóhannsson ♙
  - Star Wars, épisode VII : Le Réveil de la Force (Star Wars Episode VII: The Force Awakens) - John Williams ♙
- 2017 : La La Land - Justin Hurwitz
  - Premier contact (Arrival) - Jóhann Jóhannsson
  - Jackie - Mica Levi
  - Lion - Dustin O'Halloran et Hauschka
  - Nocturnal Animals - Abel Korzeniowski
- 2018 : La Forme de l'eau (The Shape of Water) – Alexandre Desplat
  - Blade Runner 2049 – Benjamin Wallfisch, Hans Zimmer
  - Les Heures sombres (Darkest Hour) – Dario Marianelli
  - Dunkerque (Dunkirk) – Hans Zimmer
  - Phantom Thread – Jonny Greenwood
- 2019 : A Star Is Born - Bradley Cooper, Lady Gaga et Lukas Nelson
  - BlacKkKlansman : J'ai infiltré le Ku Klux Klan - Terence Blanchard
  - Si Beale Street pouvait parler - Nicholas Britell
  - L'Île aux chiens - Alexandre Desplat
  - Le Retour de Mary Poppins - Marc Shaiman

### Années 2020
- 2020 : Joker – Hildur Guðnadóttir
  - 1917 – Thomas Newman
  - Jojo Rabbit – Michael Giacchino
  - Les Filles du docteur March – Alexandre Desplat
  - Star Wars, épisode IX : L'Ascension de Skywalker – John Williams

- 2021 : Soul - Jon Batiste, Trent Reznor et Atticus Ross
  - Minari - Emile Mosseri
  - La Mission - James Newton Howard
  - Promising Young Woman - Anthony Willis
  - Mank - Trent Reznor et Atticus Ross

- 2022 : Dune – Hans Zimmer
  - Being the Ricardos – Daniel Pemberton
  - Don't Look Up : Déni cosmique (Don't Look Up) – Nicholas Britell
  - The French Dispatch – Alexandre Desplat
  - The Power of the Dog – Jonny Greenwood

- 2023 : À l'Ouest, rien de nouveau – Volker Bertelmann
  - Babylon – Justin Hurwitz
  - Les Banshees d'Inisherin – Carter Burwell
  - Everything Everywhere All at Once – Son Lux
  - Pinocchio – Alexandre Desplat

- 2024 : Oppenheimer – Ludwig Göransson
  - Killers of the Flower Moon – Robbie Robertson (posthume)
  - Pauvres Créatures – Jerskin Fendrix (en)
  - Saltburn – Anthony Willis
  - Spider-Man: Across the Spider-Verse – Daniel Pemberton

- 2025 : The Brutalist – Daniel Blumberg
  - Conclave – Volker Bertelmann
  - Emilia Pérez – Clément Ducol et Camille
  - Nosferatu – Robin Carolan
  - Le Robot sauvage (The Wild Robot) – Kris Bowers (en)